# Kosmische Strahlung
Die kosmische Strahlung (veraltet auch Ultrastrahlung) ist eine hochenergetische Teilchenstrahlung, die von der Sonne, der Milchstraße und fernen Galaxien kommt. Sie besteht vorwiegend aus Protonen, daneben aus Elektronen und vollständig ionisierten Atomen.
Auf die äußere Erdatmosphäre treffen etwa 1000 Teilchen pro Quadratmeter und Sekunde. Durch Wechselwirkung mit den Gasmolekülen entsteht aus jedem Teilchen ein Teilchenschauer mit bis zu 1011 Teilchen je Primärteilchen, darunter auch Photonen. Nur ein geringer Teil dieser Sekundärstrahlung  erreicht die Erdoberfläche.
Die durch Wechselwirkungen in der Atmosphäre weiter veränderte Sekundärstrahlung ist am Erdboden oder durch Ballonsonden nachweisbar. Die Luftschauer sind horizontal einige Quadratkilometer groß, vertikal aber nur wenige Meter. Sie geben Hinweise auf die Art und Energie der kosmischen Primärteilchen. Der Verlauf ihrer Front lässt auf die Einfallsrichtung schließen.
Victor Franz Hess postulierte 1912 eine sogenannte Höhenstrahlung, nachdem er bei einer Ballonfahrt in größerer Höhe eine Zunahme der elektrischen Leitfähigkeit der Atmosphäre und auch der Gammastrahlung beobachtet hatte. Es handelt sich dabei um die sekundäre kosmische Strahlung.
Neben der Teilchenstrahlung gibt es auch eine kosmische Gammastrahlung, die aber aufgrund der Geschichte der Entdeckung allgemein nicht dem Begriff der kosmischen Strahlung zugerechnet wird.

## Einteilung und Bezeichnungen nach Ursprung

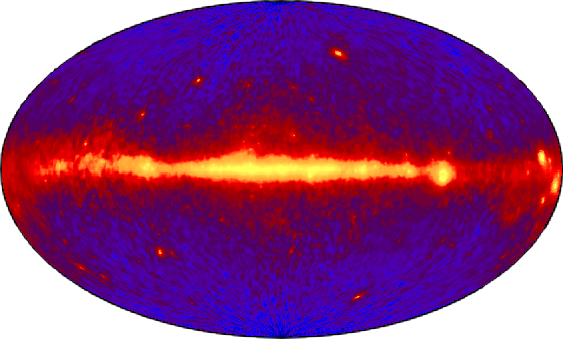
Räumliche Verteilung der Quellen der kosmischen Gammastrahlung mit Energien oberhalb 100 MeV. Ihre Verteilung gibt auch Hinweise auf den Ursprung der Teilchenstrahlung. Das helle Band ist die Milchstraße, mit ihrem Zentrum in der Mitte.

Abhängig vom Ursprung unterteilt man die kosmische Strahlung in Solarstrahlung (englisch Solar cosmic ray, SCR), galaktische (engl. galactic cosmic ray, GCR) und extragalaktische Strahlung.
SonnenwindTeilchenstromdichten um 107 cm−2s−1, niedrige Energien, vorwiegend Protonen und Alphateilchen. Teilchendichte um 5 cm−3. Ursache des Polarlichts.
Sonnenflares, CMEKennzeichen: zeitliche Zunahme der Teilchenstromdichte innerhalb weniger Stunden und Tage auf 108 bis 1010 cm−2s−1, Energien um 10 MeV, Teilchendichte bis 50 cm−3.
Van-Allen-Gürtelwird manchmal zur kosmischen Strahlung gezählt.
Galaktische kosmische Strahlung (GCR)geringe Teilchenflussdichten, sehr hohe Energien (1 GeV und höher), Anteil schwerer Ionen bis hin zu Eisen. Mit zunehmender Energie verringert sich die Ablenkung durch Magnetfelder und die Anisotropie der Strahlung nimmt zu.
Anomale kosmische Strahlung (engl. anomalous cosmic rays, ACR)entsteht wahrscheinlich durch Wechselwirkung des Sonnenwinds mit Teilchen aus dem lokalen interstellaren Medium (LISM) in der Heliohülle, dem äußeren Bereich der Heliosphäre. Kennzeichen: energieärmer als GCR, weniger Wasserstoff- und Kohlenstoffionen als Wasserstoff und Kohlenstoff in der LISM.
Extragalaktische kosmische StrahlungHöchstenergien bis zu einigen 1020 eV. Die Flussdichten liegen unterhalb von 10−20 Teilchen pro Sekunde und Quadratmeter. Wie die galaktische kosmische Strahlung besteht auch die extragalaktische aus Protonen und schwereren Ionen.

Beschleunigung durch Stoßwellen: Ein einfallendes Proton wird zwischen zwei Stoßwellen (Schockfronten) hin- und hergespiegelt und nimmt dabei Energie auf.

Mögliche Quellen der galaktischen und extragalaktischen kosmischen Strahlung ließen sich erst in den letzten Jahren identifizieren. Kandidaten dafür sind Stoßwellen von Supernova-Explosionen, kosmische Jets von schwarzen Löchern oder von Pulsaren. Für Teilchenenergien unter 1018 eV ( = 1 EeV) wird ein Ursprung innerhalb der Milchstraße angenommen. Für höhere Energien, wo man von ultra-hochenergetischer kosmischer Strahlung spricht, sind Quellen in anderen Galaxien wahrscheinlicher. Kosmische Magnetfelder lenken die Teilchen ab. Diese scheinen deshalb fast isotrop auf die Erde einzufallen. Da aber viele Quellen neben Teilchen auch Gammastrahlung aussenden, konnten zumindest für den Energiebereich unterhalb von 1015 eV bereits mehrere Quellen identifiziert werden.
Weiterhin wird angenommen, dass zumindest ein Teil der Quellen kosmischer Strahlung auch Neutrinos aussendet. Im Juli 2018 wurde auf diese Weise eine Quelle der extragalaktischen Strahlung, ein Schwarzes Loch in der fast vier Milliarden Lichtjahre entfernten Galaxie mit der Katalognummer TXS 0506+056 im Sternbild Orion entdeckt.

## Zusammensetzung

Energiespektrum der kosmischen Strahlung

Die galaktische kosmische Strahlung besteht ungefähr zu 87 % aus Protonen (Wasserstoffkerne), 12 % Alpha-Teilchen (Heliumkerne) und 1 % schwereren Atomkernen. Die Häufigkeitsverteilung der Atomkerne entspricht in etwa der solaren Elementhäufigkeit. Ausnahmen sind vor allem Lithium (Li), Beryllium (Be) und Bor (B), die in der kosmischen Strahlung als Folge von Spallationsreaktionen beim Durchqueren interstellarer Materie bis zu 500.000-mal häufiger sind als in solarer Materie. Durch Wechselwirkung mit der Atmosphäre beobachtet man auf der Erde nicht die ursprüngliche Strahlung, sondern die Reaktionsprodukte aus der Wechselwirkung mit der Atmosphäre, insbesondere mit Stickstoff und Sauerstoff sowie Kohlenstoff. Der Anteil von Elementen schwerer als Eisen und Nickel ist noch nicht genau bekannt, Spuren von Bismut sind nachgewiesen.
Die Verteilung der Teilchen pro Zeit, N(E), in Abhängigkeit von der Energie E folgt einem Potenzgesetz:
N(E) ~ E−γ
mit:
γ = 2,7                  für E < 4·1015 eV
γ = 3          für 4·1015 eV < E < 5·1018 eV
γ < 3          für E > 1018 eV
γ ≫ 3         für E > 1020 eV (Energien größer als 1020 eV werden nicht beobachtet)
Im Jahr 2008 durchgeführte Messungen scheinen den GZK-Cutoff oberhalb 5·1019 Elektronenvolt zu bestätigen. Danach begrenzen Wechselwirkungen mit der kosmischen Hintergrundstrahlung die Teilchenenergie auf 1020 bis 1021 eV, sofern die freie Weglänge von 160 Mio. Lichtjahren überschritten wird.
In der kosmischen Strahlung findet man nur geringe Spuren von Antimaterie, und diese stammt vermutlich vollständig aus Wechselwirkungen der geladenen Teilchenstrahlung mit interstellarem Gas. Dies wird als Indiz dafür angesehen, dass Antimaterie in unserem Universum nicht dauerhaft vorkommt.

## Geschichte der Erforschung

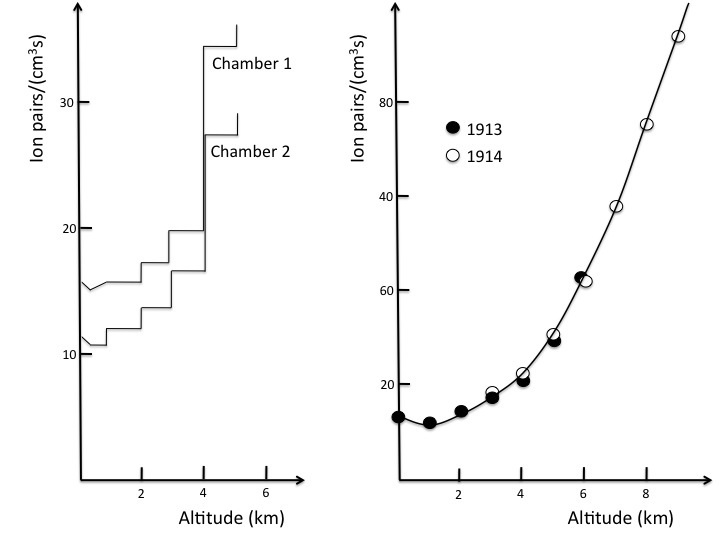
Ionisationsmessungen von Hess (1912) und Kolhörster (1913 und 1914)

1912 entdeckte Victor Franz Hess die (sekundäre) kosmische Strahlung mithilfe von Ballonfahrten in der Erdatmosphäre und veröffentlichte dies in der Physikalischen Zeitschrift. Da der Ursprung der Strahlung unklar war, wurde sie lange Zeit als Höhenstrahlung bezeichnet. Nachdem sich die kosmische Strahlung durch die Arbeit weiterer Forscher als außerordentlich wichtig für die Entdeckung und Erforschung neuer Elementarteilchen erwiesen hatte, erhielt Hess 1936 den Physik-Nobelpreis.
Walther Bothe und Werner Kolhörster versuchten 1929 den Nachweis dafür zu erbringen, dass die kosmische Strahlung eine hochenergetische Gammastrahlung sei. Für ihre Experimente verwendeten sie eine Messanordnung, die im Wesentlichen aus zwei Geiger-Müller-Zählrohren bestand, zwischen die man verschieden dicke Absorber in Form von Eisen- oder Bleiplatten bringen konnte. Sie gingen davon aus, dass ein Gammaquant mit einem Geiger-Müller-Zählrohr nur nachgewiesen werden kann, wenn es zuvor ein Elektron aus einem Atom schlägt. Dieses Elektron würde dann vom Zählrohr nachgewiesen. Tatsächlich entdeckten sie sehr bald Koinzidenzen, also Ereignisse, die in beiden Zählrohren gleichzeitig auftraten. In diesen Fällen musste ein von einem Gammaquant ausgelöstes Elektron beide Zählrohre durchquert haben.
Die Energie dieser vermeintlichen Elektronen bestimmten sie, indem sie immer dickere Absorber (Metallplatten) zwischen die beiden Zählrohre brachten, bis keine Koinzidenzen mehr eintreten würden. Bothe und Kolhörster stellten zu ihrem Erstaunen fest, dass 75 % der Koinzidenzen nicht einmal durch einen vier Zentimeter dicken Goldbarren zu verhindern waren. Tatsächlich waren die Teilchen, durch welche die Geiger-Müller Zählrohre ausgelöst wurden, ähnlich durchdringend wie die kosmische Strahlung selbst. Demnach konnte die Strahlung entgegen der allgemeinen Annahme keine Gammastrahlung sein, sondern musste zumindest zu einem Teil aus geladenen Teilchen sehr hoher Durchdringungskraft bestehen. Sie konnten zeigen, dass die sekundäre Strahlung, die von der primären kosmischen Strahlung in der Wechselwirkung mit unserer Atmosphäre erzeugt wird, aus elektrisch geladenen Teilchen besteht.
Dass es sich bei den Teilchen der primären kosmischen Strahlung um Protonen handelt, konnte Anfang der 1940er Jahre Marcel Schein in Chicago nachweisen. Von 1938 bis 1941 hatte er eine Reihe von Experimenten mit Ballonsonden zur Untersuchung kosmischer Strahlung in den höchsten Lagen der Erdatmosphäre durchgeführt und konnte zeigen, dass diese Teilchen keine Elektronen oder Positronen sein konnten, da ihre Eigenschaften nicht dem bereits bekannten Verhalten hochenergetischer Elektronen entsprachen; es musste sich damit um Protonen handeln.
Scott E. Forbush wies 1946 nach, dass bei Sonneneruptionen Teilchen bis in den GeV-Bereich ausgesandt werden.
Um die hohen Energien der Primärteilchen zu erklären, postulierte Enrico Fermi 1949 eine mögliche Beschleunigung an magnetisiertem Plasma („Magnetwolken“) mit ebenen Schockfronten, deren Vorhandensein im interstellaren Raum damals Hannes Alfvén postulierte. Eine Schockfront kann zum Beispiel durch ein Gas gegeben sein, das sich im Vergleich zur Umgebung sehr schnell ausbreitet. Schockfronten treten vor allem nach Supernovaexplosionen in der abgestoßenen Hülle der Supernova auf. Bei dieser Beschleunigung wird über längere Zeit mittels „Stößen“ die Energie des Gases auf das Teilchen übertragen (siehe Abbildung). Dabei entsteht ein Potenzspektrum, jedoch mit einem von den Messdaten abweichenden Spektralindex γ. 

### Bedeutung in der Forschungsgeschichte
Vor der Entwicklung der Teilchenbeschleuniger für den GeV-Energiebereich war die kosmische Strahlung die einzige Quelle hochenergetischer Teilchen für Experimente der Teilchenphysik. Viele Teilchen, z. B. Positron, Myon, Pion, Kaon, wurden zuerst in der kosmischen Strahlung nachgewiesen. Dazu nutzte man Messungen auf Berggipfeln oder mit photoempfindlichen Platten, die von Freiballons getragen wurden.

## Wechselwirkung mit Materie
Kosmische Strahlung löst beim Durchdringen von Materie Spallationsreaktionen aus. Durch Messung der Häufigkeiten der Spallationsprodukte in Meteoriten kann so zum Beispiel deren Aufenthaltsdauer im Weltall bestimmt werden (Bestrahlungsalter). Auch konnte so festgestellt werden, dass sich die mittlere Intensität der galaktischen kosmischen Strahlung seit mindestens 100 Millionen Jahren höchstens um einen Faktor zwei geändert hat.

## Wechselwirkung mit der Erdatmosphäre

### Teilchenschauer

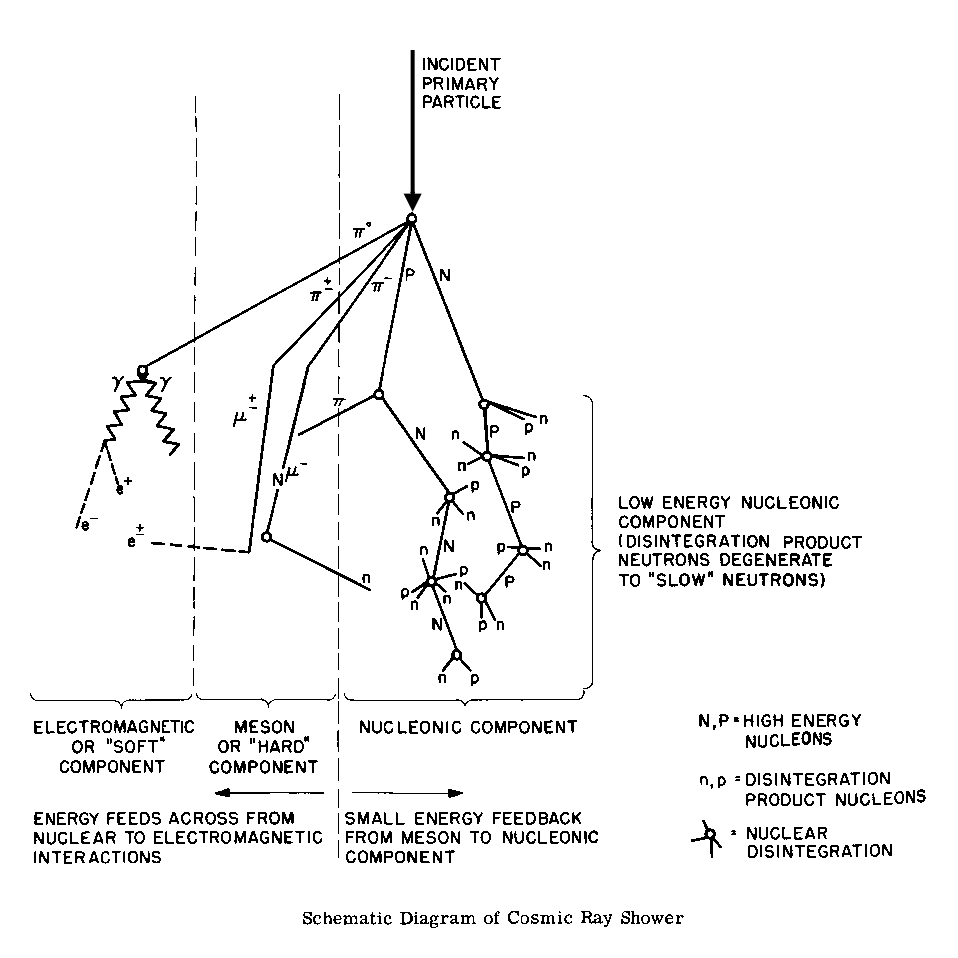
Kosmischer Teilchenschauer, ausgelöst von einem hochenergetischen Teilchen in der Atmosphäre in 20 km Höhe

Beim Eintreten in die Erdatmosphäre in einer Höhe um 20 km über der Oberfläche erzeugt die kosmische Strahlung Teilchenschauer. Aus einem Proton der Energie von 1015 eV entstehen mehr als eine Million Sekundärteilchen. Nur ein kleiner Teil von ihnen erreicht auch die Erdoberfläche.
Durch Spallation von Stickstoff- und Sauerstoffatomen entstehen Neutronen, Protonen, geladene (π+, π−), und neutrale (π0) Pionen. Die neutralen Pionen zerstrahlen in zwei Gammastrahlen, die geladenen zerfallen in Myonen und Neutrinos:
{\displaystyle \pi ^{0}\rightarrow \gamma +\gamma }
{\displaystyle \pi ^{+}\rightarrow \mu ^{+}+\nu _{\mu }}
{\displaystyle \pi ^{-}\rightarrow \mu ^{-}+{\bar {\nu }}_{\mu }}
Die Myonen sind ebenfalls instabil und zerfallen jeweils in Elektronen bzw. Positronen und zwei unterschiedliche Neutrinos:
{\displaystyle \mu ^{+}\rightarrow e^{+}+\nu _{e}+{\bar {\nu }}_{\mu }}
{\displaystyle \mu ^{-}\rightarrow e^{-}+\nu _{\mu }+{\bar {\nu }}_{e}}
Ein Schauer besitzt
- eine weiche elektromagnetische Komponente, unter anderem durch den Zerfall von π0 und der Zerstrahlung von Positron-Elektronen-Paaren
- eine harte myonische sowie
- eine hadronische Komponente, die vorwiegend Protonen und Neutronen enthält.

Die Komponenten lassen sich unabhängig voneinander auf der Erde registrieren und dienen dem Nachweis der kosmischen Strahlung.

### Kosmogene Nuklide
Die kosmische Strahlung trägt zur Entstehung einer Reihe von kosmogenen Nukliden in der Erdatmosphäre und Erdkruste bei, bei denen es sich häufig um Radionuklide handelt. Einerseits werden schwere Atome durch die kosmische Strahlung durch eine Spallationsreaktion in leichtere Atome gespalten. Auf diese Weise wird sogenanntes meteorisches Beryllium aus dem Sauerstoff der Erdatmosphäre erzeugt:
{\displaystyle \mathrm {p+{}^{16}O\longrightarrow 3p+n+{}^{3}He+{}^{10}Be} }
Andererseits können Atome sekundäre Neutronen oder Protonen, also solche, die bei Spallationsreaktionen wie der obigen frei werden, aus der kosmischen Strahlung einfangen. Dies stellt den Haupterzeugungsmechanismus für das Kohlenstoffisotop 14C dar:
{\displaystyle \mathrm {{}^{14}N+n\longrightarrow {}^{14}C+p} }
Das so entstehende 14C ist technisch für die Radiokohlenstoffdatierung interessant: Es wird während des Stoffwechsels lebender Pflanzen in diesen gebunden, zerfällt jedoch mit einer Halbwertszeit von 5730 Jahren, sodass nach Ende des Stoffwechsels dessen Gehalt abnimmt und aus dessen Anteil auf das Alter organischer Substanzen geschlossen werden kann.
Oft ist die Produktion durch die kosmische Strahlung die größte natürliche Quelle für diese Radionuklide, was eine Reihe von Anwendungen für die Isotopenuntersuchung bringt. Durch die Radioaktivität der kosmogenen Nuklide bleibt ihre Menge im zeitlichen Mittel konstant. Zu diesen kosmogenen Radionukliden gehören neben den bereits erwähnten 10Be und 14C noch 3H, 26Al und 36Cl.

### Möglicher Klimaeinfluss

Kosmische Strahlung (rot) und über geochemische Befunde angenommene globale Temperatur (schwarz) der vergangenen 500 Millionen Jahre

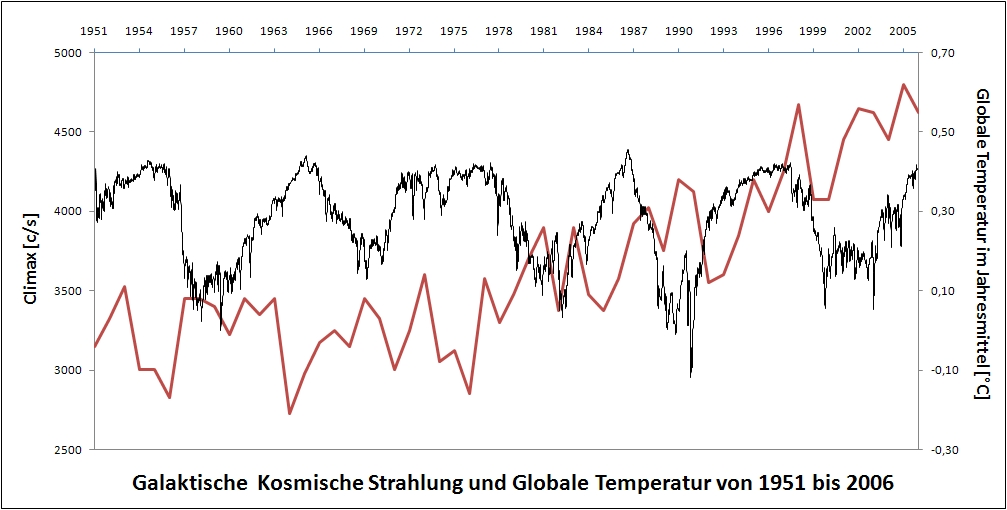
Galaktische kosmische Strahlung und gemessene globale Temperatur von 1951 bis 2006. Die Temperatur (rot) zeigt einen deutlich positiven Trend, während dies bei den galaktischen kosmischen Strahlen nicht der Fall ist. Hier ist kein Trend zu erkennen.

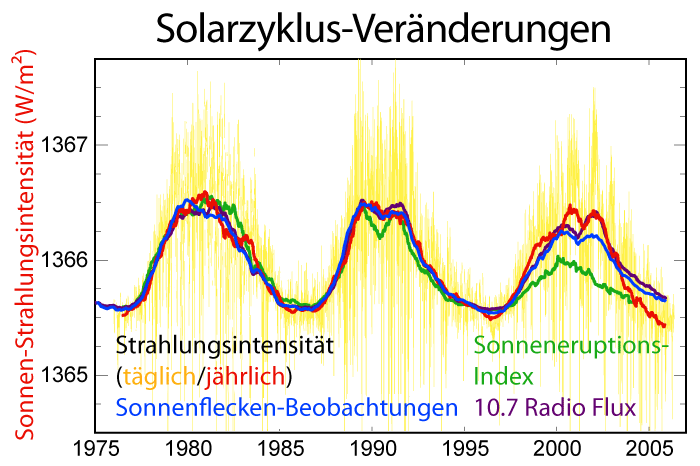
Die Sonnenaktivität schirmt entsprechend ihrer wechselnden Stärke den Einfluss der galaktischen Strahlung von der Erde ab; hier der Verlauf der Sonnenaktivität seit 1975.

Ein Zusammenhang zwischen der Bildung von Wolken und der galaktischen kosmischen Strahlung (Galactic cosmic rays, GCR) wurde seit den 1970er Jahren in den USA postuliert. Seit den 1990er Jahren trug insbesondere der dänische Physiker und Klimaforscher Henrik Svensmark zur Verbreitung dieser These bei. Eine Überblicksstudie mehrerer internationaler Forschungseinrichtungen aus dem Jahr 2006 sah den Einfluss einer dynamischen Heliosphäre auf das Erdklima bei Betrachtung sehr langer Zeiträume als wahrscheinlich an. Über den Wirkungszusammenhang mit der Wolkenbildung gibt es verschiedene Hypothesen. Forschungsprojekte zum Mechanismus eines Zusammenhangs von kosmischer Strahlung und Wolkenbildung laufen derzeit am CERN (Projekt CLOUD Cosmics Leaving OUtdoor Droplets), der ersten Klimakammer an einem Teilchenbeschleuniger. 2016 wurde publiziert, dass auf Basis der CLOUD-Experimente festgestellt werden kann, dass Veränderungen der Intensität kosmischer Strahlung keinen messbaren Einfluss auf das aktuelle Klimageschehen haben.
Nir Shaviv deutet das Paradoxon der schwachen jungen Sonne und den Gesamtverlauf der Klimageschichte der Erde über Jahrmillionen im Rahmen eines Gesamtmodells. Dabei werden, zusätzlich zu einem Effekt von Treibhausgasen auf das Klima, ein Zusammenspiel von Sonnenwind, Sternbildungsrate und kosmischer Strahlung postuliert. Während in den ersten drei Jahrmilliarden der Erdgeschichte ein starker Sonnenwind den kühlenden Effekt der Höhenstrahlung weitgehend abgeschirmt habe, fielen danach die regelmäßig stattfindenden globalen Kaltzeiten mit ebenso regelmäßigen Spiralarmdurchgängen der Heliosphäre zusammen, was auf einen bedeutenden Einfluss der globalen Höhenstrahlung hinweise. Eine im Jahr 2009 in The Astrophysical Journal Letters erschienene Studie testete die Hypothese mit Hilfe eines genaueren, auf CO-Daten basierenden Ansatz und fand keinerlei Hinweise auf den von Shaviv et al. postulierten Zusammenhang. 2010 wurde behauptet, Svensmarks Thesen zum Einfluss kosmischer Strahlung auf die globale Erwärmung komplett widerlegt zu haben. Ein Forscherteam um Frank Arnold vom Max-Planck-Institut für Kernphysik stellte bei Untersuchungen von sechs markanten Forbush-Ereignissen keine Korrelation zwischen Wolkenbedeckung und Ionenkonzentration fest.
In einer anderen Studie wurde der Zusammenhang zwischen Sonnenaktivität und kosmischer Strahlung in Bezug auf kurze Zeiträume betrachtet. Demnach könne der kürzliche Anstieg der bodennahen Lufttemperatur keineswegs solaren Effekten zugeschrieben werden. Die von Svensmark angenommene Korrelation von Temperatur und GCR wurde unter anderem als „lediglich indikativ“ sowie als „irreführend“ kritisiert. Es fehle ein messbarer Effekt auf die Wolkenbildung wie auf den Temperaturverlauf. In den Jahren 1951–2006 (vergleiche Bilddarstellung) zeigen die Lufttemperaturen einen kontinuierlichen Trend, der bei der kosmischen Strahlung aber fehlt. Nach Kasting wäre die These auch deswegen “(…) highly speculative and, furthermore, the mechanism is unlikely to work as well as the proposer thinks it will” (Kasting (2005), S. 120,, deutsch: „(…) höchst spekulativ und auch wird der Mechanismus kaum so stark sein wie der Vortragende annimmt“).
Shaviv erklärt das Ausbleiben einer aktuellen globalen Erwärmung mit dem Wärmespeichervermögen der Ozeane und hält die kosmische Strahlung für deutlich besser geeignet, dies im Zusammenspiel zu erklären als Treibhausgase allein.
Eine Kontroverse löste die These nach einer gemeinsamen Veröffentlichung Shavivs mit dem Leibnizpreisträger Jan Veizer in GSA Today aus. Dabei unterstellten Stefan Rahmstorf und andere in einem in Eos erschienenen Kommentar Shaviv und Veizer gravierende methodische und inhaltliche Schwächen. Rahmstorfs Argumentation, es fehle ein anerkannter physikalischer Mechanismus, wurde in den IPCC Berichten übernommen. Veizer und Shaviv wiesen Rahmstorfs Vorwürfe als politisch motivierten Rufmord zurück.
In einer im Jahr 2012 bei der Royal Astronomical Society erschienenen Studie postuliert Svensmark einen eindeutigen Zusammenhang zwischen der Biodiversität, der Plattentektonik, insbesondere deren Einfluss auf das Ausmaß von Küstenbereichen und der Anzahl von Supernovae im Umfeld der Erde über die letzten 500 Millionen Jahre. Grundsätzlich sei die Biodiversität im Meer vom Meeresspiegel und dem von dem Auftreten von Supernovaerate abgeleiteten kosmischen Strahlungsrate GCR abhängig. Die Primärbioproduktivität des Meeres, das Nettowachstum der photosynthetisch aktiven Bakterien daselbst sei allein mit dem GCR zu erklären. Zudem sei ein inverser Zusammenhang zwischen erhöhten Supernovaeerscheinungen und dem Kohlendioxidanteil der Atmosphäre zu finden, den Svensmark auf in kälteren Ozeanbereichen erhöhte Bioproduktivität zurückführt.

## Intensität und Nachweis
Zum Nachweis der kosmischen Strahlung werden verschiedene Methoden genutzt. Der Teilchenfluss (Anzahl der einfallenden Teilchen pro Fläche und Zeitspanne) bei niedrigen Energien ist groß genug, um direkt mit Ballon- und Satellitendetektoren nachgewiesen zu werden. Bei höheren Energien werden die von der Strahlung ausgelösten Luftschauer vom Boden aus beobachtet; großflächige Anordnungen von vielen Detektoren mit hoher Zeitauflösung ermöglichen es, Energie und Einfallsrichtung des ursprünglichen Teilchens zu rekonstruieren. Nachgewiesen werden dabei
- die geladenen Teilchen der Luftschauer mit Szintillationsdetektoren (z. B. KASCADE-Grande) oder Tscherenkow-Detektoren,
- die Photonen des Schauers (Bremsstrahlung oder Luft-Tscherenkow-Strahlung)
- oder das auch quer zum Schauer emittierte Licht aus der Fluoreszenz von Stickstoffmolekülen.

Mit Fluoreszenz-Teleskopen (dem Fly’s-Eye in Utah, USA) wurde 1991 die höchste bisher gemessene Teilchenenergie von 3,2·1020 eV beobachtet, was zu der Bezeichnung „Oh-My-God-Teilchen“ führte. Unter der Annahme, dass es sich bei dem Teilchen um ein Proton handelte, betrug die Schwerpunktsenergie bei Kollisionen mit Teilchen der Erdatmosphäre etwa 1015 eV (zum Vergleich: der LHC am CERN soll bei Proton-Proton-Kollisionen eine Schwerpunktsenergie von 13·1012 eV erreichen, also etwa ein Hundertstel dieser Energie).
Ein aktuelles Experiment zur Beobachtung hochenergetischer kosmischer Strahlung ist das Pierre-Auger-Observatorium, das sich über eine Fläche von 3000 km² erstreckt. Dieses Experiment verwendet Tscherenkow-Detektoren und gleichzeitig auch Fluoreszenz-Teleskope.
Abgesehen von der langfristigen Konstanz gibt es kurzfristige periodische und nichtperiodische Schwankungen der Intensität der kosmischen Strahlung. So schwankt die Intensität in Abhängigkeit vom elfjährigen Sonnenfleckenzyklus; je mehr Sonnenflecken vorhanden sind, desto geringer die Intensität der galaktischen kosmischen Strahlung. Daneben gibt es noch eine 27-tägige Schwankung, die mit der Sonnenrotation verknüpft ist. Von erdgebundenen Detektoren werden auch schwache ganz- und halbtägige Schwankungen beobachtet. Sonnen-Flares oder sonstige Sonnenaktivitäten können auch plötzliche vorübergehende Intensitätsabfälle hervorrufen, welche nach ihrem Entdecker Scott E. Forbush als Forbush-Ereignisse bezeichnet werden. Seltener wird auch ein plötzlicher Anstieg der Intensität beobachtet.

### Sekundäre kosmische Strahlung
Von den in Wechselwirkungen mit der Atmosphäre erzeugten Sekundärteilchen sind auf Meereshöhe hauptsächlich positive und negative Myonen mit einer Flussdichte von ca. 100 m−2s−1 zu beobachten. Das Zahlenverhältnis positive zu negativen Myonen ist etwa 1,27. Diese Myonen lassen sich wegen ihrer hohen Energien mit gewöhnlichen Mitteln kaum abschirmen und machen sich daher als störender „Untergrund“ in Teilchendetektoren bemerkbar. Für Messungen beispielsweise der Teilchenflussdichte kosmischer Neutrinos oder für die Gammaspektroskopie sehr schwacher Proben muss man deshalb in tief unter der Erde gelegene Laboratorien in alten Bergwerken oder Tunneln ausweichen, z. B. die Laboratori Nazionali del Gran Sasso.
Eine eindrucksvolle Beobachtungsmethode des Auftretens und der Flugrichtung ist die Funkenkammer. Sie dient heute jedoch nur zu Demonstrationszwecken.

## Höhenstrahlung und Luftverkehr
Energiereiche Strahlung aus dem All tritt in großen Höhen erheblich stärker in Erscheinung als auf Meeresniveau. Daher ist die Strahlenexposition für Flugreisende erhöht. Bereits 1990 ermittelte die Internationale Strahlenschutzkommission (ICRP) aus Abschätzungen, dass Flugpersonal durch die natürliche kosmische Strahlung Dosen ausgesetzt ist, die vergleichbar oder sogar höher sind als diejenige von Personen, die mit künstlicher Strahlung in Medizin und Technik umgehen. Daher legte die ICRP Empfehlungen über Dosisgrenzwerte vor, die 1996 in europäisches Recht und 2001 in die deutsche Strahlenschutzverordnung übernommen wurden. Besonders hoch ist die Strahlenbelastung bei Flügen in den Polarregionen bzw. über die Polroute.
Die Einführung von Dosisgrenzwerten verlangt, dass die aktuellen Strahlendosen auch ermittelt werden können. Deshalb legten eine Reihe von europäischen Instituten als Folge der ICRP-Empfehlungen Forschungsprogramme auf, deren Ziel die theoretische und experimentelle Erfassung der natürlichen Strahlenexposition in Flugzeugen war. An der Universität Siegen und am GSF – Forschungszentrum für Umwelt und Gesundheit wurde das Programm EPCARD entwickelt. Mit dessen Hilfe ist es möglich, auf beliebigen Flugrouten und Flugprofilen die Dosis aus allen Komponenten der natürlichen durchdringenden kosmischen Strahlung zu berechnen.
Mit einer vereinfachten EPCARD-Version können Dosisberechnung im Internet ausgeführt werden. Das bietet Fluggesellschaften eine Möglichkeit, festzustellen, wie hoch ihr Personal belastet ist und ob ihre Piloten den in der Strahlenschutzverordnung festgelegten Grenzwert von 1 mSv pro Jahr überhaupt erreichen, ab dem eine Dosismeldung an das Luftfahrt-Bundesamt regelmäßig erfolgen muss.

## Videos
- Was ist kosmische Strahlung? aus der Fernseh-Sendereihe alpha-Centauri (ca. 15 Minuten). Erstmals ausgestrahlt am 25. Mai  2003.
- Wo entsteht die kosmische Strahlung? aus der Fernseh-Sendereihe alpha-Centauri (ca. 15 Minuten). Erstmals ausgestrahlt am 12. Okt. 2005.